# بستون
بَسْتُون (الاسم العلمي: Biston )، جنس حشرات عثية ذات أجنحة كبيرة من حرشفيات الأجنحة وفصيلة الأرفية. يضم أحد أشهر أنواع العثث العثة المفلفلة. تم وصف الجنس لأول مرة بواسطة وليام إلفورد ليتش في عام 1815. يضم 54 نوعًا و40 نويعًا.

## التوزيع
تتوزع أنواع البستون على نطاق واسع في المناطق القطبية الشمالية والشرقية والإقليم المداري الإفريقي.